# Shimanagashi
Shimanagashi é uma forma de punição na qual pessoas são reclusas em espaços pequenos. Foi criada durante o período feudal do Japão, onde adversários políticos frequentemente eram presos e exilados em ilhas pequenas.